# لیگ دسته اول فوتبال عربستان سعودی
لیگ دسته اول فوتبال عربستان سعودی (انگلیسی: دوري الدرجة الأولى السعودي) سطح دوم لیگ حرفه‌ای فوتبال عربستان سعودی است. ۱۸ تیم در این لیگ بازی می‌کنند.

## بازیکنان برجسته
1. آلوارو گوانزالس
2. خوئل روبلس
3. الکساندر هک
4. آندره کاریو
5. لوسیانو ویتو